# Club Deportivo San Fernando
|  | No s'ha de confondre amb Club Deportivo San Fernando de Henares. |

El Club Deportivo San Fernando fou un club de futbol andalús de la ciutat de San Fernando, fundat el 1942 i desaparegut el 16 de juny de 2009.

## Història
El primer club de la ciutat fou el San Fernando FC, que tingué vida durant diverses etapes (1910-1915, 1919-1923, 1930-1941). Durant els anys 20 el principal club de la ciutat fou el SD Constructora Naval (1924), però també es troben altres clubs com el Racing FC (1921), Academia Olivera (1921), Andalucía FC (1924), Balompédica de San Fernando (1925) o Unión Sporting San Fernando (1926). La dècada de 1930 apareixen multitud d'equips a la ciutat, com foren l'Hércules, Balompié FC, Arenas FC, CD Politécnia, Excelsior, Metropolitano FC, Español FC, O'Dogherty FC, Betis FC o Deportivo España FC, però durant la guerra civil només tres resten actius, l'Athletic Club San Fernando, el CD Arsenal i el propi San Fernando FC. L'any 1941 aquests tres clubs es fusionaren per formar el CD Once Diablos. Un any més tard canvià de denominació esdevenint Club Deportivo San Fernando.
El nou club debutà en competició l'any 1943 a Segona Regional, ascendint a Primera Regional i el 1954 a Tercera Divisió. El 1954 ascendí a la Segona Divisió, on hi romangué durant deu anys, fins 1964. Més tard ascendí a Segona B l'any 1979, el 1994 i el 2000. Problemes econòmics provocaren la desaparició del club l'any 2009, i la posterior creació del San Fernando Club Deportivo.

## Trajectòria
| Temporada | Divisió         | Posició | Copa del Rei     |
| --------- | --------------- | ------- | ---------------- |
| 1946-1947 | Tercera Divisió | 5è      |                  |
| 1947-1948 | Tercera Divisió | 11è     |                  |
| 1949-1950 | Tercera Divisió | 6è      |                  |
| 1950-1951 | Tercera Divisió | 5è      |                  |
| 1951-1952 | Tercera Divisió | 9è      |                  |
| 1952-1953 | Tercera Divisió | 11è     |                  |
| 1953-1954 | Tercera Divisió | 2n      |                  |
| 1954-1955 | Segona Divisió  | 13è     |                  |
| 1955-1956 | Segona Divisió  | 13è     |                  |
| 1956-1957 | Segona Divisió  | 14è     |                  |
| 1957-1958 | Segona Divisió  | 6è      |                  |
| 1958-1959 | Segona Divisió  | 12è     |                  |
| 1959-1960 | Segona Divisió  | 9è      |                  |
| 1960-1961 | Segona Divisió  | 11è     | Setzens de final |
| 1961-1962 | Segona Divisió  | 14è     |                  |
| 1962-1963 | Segona Divisió  | 12è     |                  |
| 1963-1964 | Segona Divisió  | 15è     |                  |
| 1964-1965 | Tercera Divisió | 8è      |                  |
| 1965-1966 | Tercera Divisió | 4t      |                  |
| 1966-1967 | Tercera Divisió | 7è      |                  |
| 1967-1968 | Tercera Divisió | 5è      |                  |
| 1968-1969 | Tercera Divisió | 11è     |                  |
| 1969-1970 | Tercera Divisió | 12è     |                  |
| 1972-1973 | Tercera Divisió | 13è     | Primera ronda    |
| 1973-1974 | Tercera Divisió | 4t      |                  |
| 1974-1975 | Tercera Divisió | 7è      |                  |
| 1975-1976 | Tercera Divisió | 3r      |                  |
| 1976-1977 | Tercera Divisió | 13è     |                  |
| 1977-1978 | Tercera Divisió | 2n      |                  |
| 1978-1979 | Tercera Divisió | 1r      |                  |

| Temporada | Divisió          | Posició | Copa del Rei |
| --------- | ---------------- | ------- | ------------ |
| 1979-1980 | Segona Divisió B | 8è      |              |
| 1980-1981 | Segona Divisió B | 17è     |              |
| 1981-1982 | Segona Divisió B | 12è     |              |
| 1982-1983 | Segona Divisió B | 19è     |              |
| 1984-1985 | Tercera Divisió  | 19è     |              |
| 1985-1986 | Tercera Divisió  | 8è      |              |
| 1986-1987 | Tercera Divisió  | 11è     |              |
| 1987-1988 | Tercera Divisió  | 2n      |              |
| 1988-1989 | Tercera Divisió  | 9è      |              |
| 1989-1990 | Tercera Divisió  | 6è      |              |
| 1990-1991 | Tercera Divisió  | 11è     |              |
| 1991-1992 | Tercera Divisió  | 18è     |              |
| 1992-1993 | Tercera Divisió  | 3r      |              |
| 1993-1994 | Tercera Divisió  | 3r      |              |
| 1994-1995 | Segona Divisió B | 17è     |              |
| 1995-1996 | Tercera Divisió  | 1r      |              |
| 1996-1997 | Tercera Divisió  | 7è      |              |
| 1997-1998 | Tercera Divisió  | 2n      |              |
| 1998-1999 | Tercera Divisió  | 4t      |              |
| 1999-2000 | Tercera Divisió  | 2n      |              |
| 2000-2001 | Segona Divisió B | 12è     |              |
| 2001-2002 | Segona Divisió B | 19è     |              |
| 2002-2003 | Tercera Divisió  | 13è     |              |
| 2003-2004 | Tercera Divisió  | 4t      |              |
| 2004-2005 | Tercera Divisió  | 7è      |              |
| 2005-2006 | Tercera Divisió  | 2n      |              |
| 2006-2007 | Tercera Divisió  | 4t      |              |
| 2007-2008 | Tercera Divisió  | 1r      |              |
| 2008-2009 | Segona Divisió B | 17è     |              |

## Dades del club
- Temporades a Primera divisió: 0
- Temporades a Segona divisió: 10
- Temporades a Segona divisió B: 8
- Temporades a Tercera divisió: 41

## Palmarès
- Tercera Divisió (3): 1978-79, 1995-96, 2007-08